# Bactrocera grandistylus
Bactrocera grandistylus
 es una especie de insecto díptero que Drew y Albany Hancock describieron por primera vez en 1995. Bactrocera grandistylus pertenece al género Bactrocera de la familia Tephritidae. Esta especie como plaga agrícola ha sido atacada por los agricultores en Nueva Caledonia.